# روکاداسپیده
روکاداسپیده (به ایتالیایی: Roccadaspide) شهری در استان سالرنو در منطقه کامپانیا در جنوب غربی ایتالیا است.